# Hormones - Wai wawun
Hormones - Wai wawun (Hormones วัยว้าวุ่น; titolo internazionale Hormones) è una serie televisiva thailandese andata in onda su One31 (prima e terza stagione) e GMM 25 (seconda stagione) tra il 2013 e il 2015. Diretta da Songyos Sugmakanan e Kriangkrai Vachiratamporn, è ispirata all'omonimo film dello stesso Sugmakanan, a sua volta ispirato alla serie britannica Skins.
La trama ha per la prima volta affrontato in serie thailandesi argomenti quali sessualità, gravidanza giovanile, omosessualità e violenza scolastica.

## Personaggi e interpreti

### Principali
- Win (stagioni 1-2, guest 3), interpretato da Pachara Chirathivat "Peach".
Il ragazzo più popolare della scuola abituato ad ottenere sempre ciò che vuole.
- Kwan (stagioni 1-2, guest 3), interpretata da Ungsumalynn Sirapatsakmetha "Pattie".
Una studentessa modello vista da tutti come la "ragazza perfetta".
- Toei (stagioni 1-2, guest 3), interpretata da Sutatta Udomsilp "PunPun".
Una ragazza amichevole che va d'accordo più con i ragazzi che con le ragazze.
- Phu (stagioni 1-2, guest 3), interpretato da Chutavuth Pattarakampol "March".
Un sassofonista bisessuale nella banda musicale della scuola, ex-fidanzato di Toei e Thee.
- Hmorg (stagioni 1-2, guest 3), interpretato da Sirachuch Chienthaworn "Michael".
Un ragazzo artistico e solitario amante della fotografia.
- Tar (stagioni 1-2, guest 3), interpretato da Gunn Junhavat.
Un ragazzo ambizioso con la passione per la chitarra e un'attrazione per Toei.
- Dao (stagioni 1-3), interpretata da Sananthachat Thanapatpisal "Fon".
Una ragazza innocente e sognatrice con una madre iperprotettiva.
- Phai (stagioni 1-2, guest 3), interpretato da Thanapob Leeratanakajorn "Tor".
Un ragazzo impetuoso che si mette spesso nei guai per violenza.
- Sprite (stagioni 1-2, guest 3), interpretata da Supassra Thanachat "Kao".
Una ragazza dallo spirito libero e che non si fa problemi ad andare a letto con un compagno di classe.
- Koi (stagioni 2-3, ricorrente 1), interpretata da Kemisara Paladesh "Belle".
La migliore amica di Dao e successivamente fidanzata.
- KanomPang (stagioni 2-3), interpretata da Nichaphat Chatchaipholrat "Pearwah".
La fidanzata di Tar e la sorella minore di Pop.
- Oil (stagioni 2-3), interpretata da Narikunn Ketprapakorn "Frung".
Una ragazza timida e riservata. È la migliore amica di KanomPang e gestisce un account Facebook falso sotto il nome di Sprite.
- Sun (stagioni 2-3), interpretato da Teeradon Supapunpinyo "James".
Il nuovo cantante della band di Tar, i See Scape. È un compagno di classe di KanomPang ed è un ragazzo simpatico ed innocente con una voce unica.
- Jane (stagioni 2-3), interpretata da Kanyawee Songmuang "Thanaerng".
Una ragazza dipendente da sostanze stupefacenti. È la nuova amica di Win a New York, anche se nella terza stagione tornerà in Thailandia.
- Thee (stagione 2, ricorrente 1, guest 3), interpretato da Sedthawut Anusit "Tau".
Il flautista della banda musicale della scuola e l'ex-fidanzato di Phu.
- Pop (stagione 2, ricorrente 1, guest 3), interpretato da Napat Chokejindachai "Top".
Il giornalista della scuola che sa tutto ciò che succede nell'istituto.
- Non (stagioni 2-3), interpretato da Thiti Mahayotaruk "Bank".
Un ragazzo allegro e amichevole con una personalità brillante, che diventa il nuovo migliore amico di Thee. Thee si innamora di lui, ma lui lo vede solo come un "fratello".
- Boss (stagione 3), interpretato da Sarit Tailetwichen "Pea".
Un ragazzo intelligente e serio che vuole fare la differenza a scuola, ma non è ben visto dagli altri.
- First (stagione 3), interpretato da Nutchapan Paramacharenroj "Pepo".
Un ragazzo divertente e spiritoso che a volte esce con Non e Pala.
- Pala (stagione 3), interpretato da Wongrawee Nateeton "Sky".
Un ragazzo tranquillo e serio che vive con sua nonna, molto rigorosa.
- Zomzom (stagione 3), interpretata da Narupornkamol Chaisang "Praew".
Una ragazza tosta che spesso esce con le sue tre amiche. I suoi genitori sono divorziati, ma lei mantiene un buon rapporto con entrambi e con l'amico di suo padre, John.
- Mali (stagione 3), interpretata da Atitaya Craig "Claudine".
La figlia di John. Si trasferisce con suo padre dall'America alla Thailandia, ed ha una conoscenza limitata della lingua thailandese. Diventa la sorella di Zomzom ed ha una cotta per Sun.
- Robot (stagione 3), interpretato da Jirayus Khawbaimai "Rolex".
Un amico intimo e compagno di classe di Phao. Vengono dalla stessa scuola elementare.
- Phao (stagione 3, ricorrente 1-2), interpretato da Tonhon Tantivatchakul "Ton".
Fratello minore di Phu e amico di Robot, che aspira a diventare il nuovo chitarrista dei See Scape.

### Ricorrenti
- Ice (stagione 1-2), interpretata da Amonrad Kittikawsuwan.
La fidanzata di Pop, giornalista della scuola insieme a lui.
- Elle (stagioni 1-2-3), interpretata da Wipada Pisanburana "Tarnwi".
Migliore amica e compagna di classe di Dao e Koi.
- Professoressa Aor (stagione 1), interpretata da Patharawarin Timkul "May".
Insegnante di inglese e consulente della classe di Win, Kwan e Hmorg.
- Professor Nipon (stagioni 1-2-3), interpretato da Jirawat Vachirasaranpat.
Il capo del dipartimento di disciplina degli studenti. È molto severo ed è sempre alla ricerca di studenti che non rispettano le regole.
- Professor Sakol (stagioni 1-2-3), interpretato da Adisorn Trisirikasem.
Insegnante di biologia.
- Professoressa Wilai (stagioni 1-2-3), interpretata da Chansa Suwanwanit.
Insegnante di lingua thailandese.
- Jack (stagioni 1-2), interpretato da Oabnithi Wiwattanawarang "Oab".
Amico di Phai e parte della sua gang.
- Oak (stagioni 1-2), interpretato da Awat Ratanapintha "Ud".
Amico di Phai e parte della sua gang.
- Nguan (stagioni 1-2), interpretato da Worrapong Rattanametanon.
Amico di Phai e parte della sua gang.
- May (stagioni 1-2), interpretata da Pimlapas Suraphan "Pan".
Compagna di classe di Toei, Tar e Phai e parte del gruppo delle ragazze pettegole della scuola.
- Phueng (stagioni 1-2), interpretata da Papawee Chotpratumwach.
Compagna di classe di Toei, Tar e Phai e parte del gruppo delle ragazze pettegole della scuola.
- Ying (stagioni 1-2), interpretata da Auratsaya Pongsabjaroen.
Compagna di classe di Toei, Tar e Phai e parte del gruppo delle ragazze pettegole della scuola.
- Kan (stagioni 1-2), interpretata da Theeracha Raiva.
Compagna di classe di Toei, Tar e Phai e parte del gruppo delle ragazze pettegole della scuola.
- Taengmo (stagioni 1-2), interpretata da Pranchalee Boonsongkroh.
Amica e compagna di classe di Kwan.
- Toiting (stagioni 1-2), interpretata da Kanwara Nimitkiatklai.
Compagna di banco di Kwan e studentessa modello.
- Oi-jai (stagioni 1-2), interpretata da Kanthira Khaosa-at.
Compagna di classe di Kwan e studentessa modello.
- Somphong (stagioni 1-2), interpretato da Atikhun Adulpocatorn.
Ragazzo nerd, compagno di classe di Tar, Toei e Phai.
- Ball (stagioni 1-2), interpretato da Sirasit Sangiamsri.
Sassofonista nella banda della scuola e amico di Phu, Thee e Art.
- Art (stagioni 1-2), interpretato da Pisawat Pangputhipong.
Clarinettista nella banda della scuola e amico di Phu, Thee e Ball.
- Max (stagione 1), interpretato da Naphon Wongwatthana.
Compagno di classe di Win, Kwan e Hmorg.
- Bee (stagione 1), interpretata da Nutnicha Lueanganankhun.
Ragazza che si autodefinisce la fidanzata di Win.
- Pek (stagione 1), interpretato da Jaturon Siricheewakul.
Leader della gang di Phai, Jack, Oak e Nguan. È l'ex-fidanzato di Sprite.
- Madre di Dao (stagioni 1-2-3), interpretata da Sarinrat Thomas.
Presidentessa del comitato genitori della scuola, vive con suo marito e sua figlia Dao. Inizialmente è molto protettiva con la figlia, ma successivamente capirà che non è più una bambina e le lascerà più libertà.
- Professor Ping (stagioni 1-2-3), interpretato da Kriangkrai Vachiratamporn.
Direttore della banda della scuola.
- Jom (stagione 1, guest 2), interpretato da Nopphong Anansorarak.
Batterista dei See Scape.
- Jay (stagione 1, guest 2), interpretato da Tossaporn Chertkeitkong.
Bassista dei See Scape.
- Nice (stagione 1, guest 2), interpretata da Patravee Srisuntisuk.
Voce dei See Scape.
- Pun (stagione 1), interpretato da Panutchai Kittisatima.
Rivale di Phai da un'altra scuola.
- Padre di Hmorg (stagioni 1-2), interpretato da Wongsakorn Rassamitat.
Inizialmente non approva la passione di Hmorg per la fotografia, pensando che dovrebbe invece aspirare ad una carriera più stabile.
- Namfon (stagioni 1-2), interpretata da Nichapat Charurattanawaree.
Sorella minore di Hmorg.
- Mild (stagioni 1-2-3), interpretata da Pimchanok Sinitkul "Mind".
Fidanzata di Phao nelle stagioni 1 e 2.
- Mikey (stagioni 1-2), interpretato da Piya Somchaichana.
Amico di Sprite e travestito.
- Din (stagioni 1-2), interpretato da Methakorn Supapuntaree.
Ragazzo che incontra Dao ad un corso dopo-scuola.
- Porsch (stagioni 1-2), interpretato da Vasin Asvanarunat.
Fratellastro di Kwan ed ex-fidanzato di Sprite.

### Cameo
- Krit (stagione 1, episodio 1), interpretato da Sittiwat Imerbpathom "Toey".
Ex-fidanzato di Toei.
- Pe (stagione 1, episodio 2), interpretato da Saharat Varasarin.
Un ragazzo che si presenta alle audizioni per diventare il nuovo chitarrista dei See Scape.
- Mint (stagione 1, episodio 4), interpretata da Wiraporn Jiravechsoontornkul "Mild".
Ex-fidanzata di Hmorg.

## Episodi
| Stagione         | Episodi | Prima TV |
| ---------------- | ------- | -------- |
| Prima stagione   | 13      | 2013     |
| Seconda stagione | 13      | 2014     |
| Terza stagione   | 13      | 2015     |